# Kirgizistan i olympiska vinterspelen 2018
Kirgizistan deltog i de olympiska vinterspelen 2018 i Pyeongchang, Sydkorea, med en trupp på två atleter (två män) fördelat på två  sporter.
Vid invigningsceremonin bars Kirgizistans flagga av längdskidåkaren Tariel Zharkmybaev.